# Чемпионат АФК 2013 (до 22 лет)
Чемпионат АФК среди молодёжных команд 2013 (официальное название — Чемпионат АФК 2013 до 22 лет, англ. 2013 AFC U-22 Championship) — первый розыгрыш турнира для мужских футбольных национальных сборных, составленных из игроков не старше 22 лет.
Турнир должен был пройти в Омане с 23 июня по 7 июля 2013 года, однако в связи с проведением в эти же сроки Кубка Восточной Азии был перенесён на 11—26 января 2014 года.

## Выбор организатора
На проведение молодёжного чемпионата были поданы две заявки: от Омана и Таиланда. 18 июля 2022 года Организационный комитет АФК принял решение о проведении турнира в Омане.

## Участники
В отборочном турнире приняла участие 41 азиатская молодёжная сборная. Жеребьёвка его группового этапа была проведена 14 февраля 2012 года в столице Малайзии Куала-Лумпуре: сборные были разделены на семь групп; в финальный турнир проходили по две лучшие команды каждой группы, а также лучшая из занявших третьи места. Матчи группового этапа отборочного турнира должны были пройти с 23 июня по 3 июля 2012 года, но по запросу Непала время их проведения было перенесено на 2—10 июня. 
После того как Организационный комитет АФК объявил Оман хозяином финального турнира, сборная этой страны получила автоматическую путёвку, а его место по результатам отбора занял Йемен, показавший 2-й лучший результат среди третих команд.

### Квалифицировались в финальный турнир
| - Оман (страна-организатор) - Австралия - Иордания - Ирак | - Иран - Йемен - Китай - КНДР | - Кувейт - Мьянма - ОАЭ - Саудовская Аравия | - Сирия - Узбекистан - Республика Корея - Япония |

### Составы команд
В силу возрастного ограничения в турнире 2013 года (в том числе в отборочных матчах) имели право играть футболисты, родившиеся не раньше 1 января 1991 года.

## Стадионы
| Маскат              | Маскат                    | Маскат Эс-СибГорода в Омане, в которых прошли матчи | Эс-Сиб              |
| ------------------- | ------------------------- | --------------------------------------------------- | ------------------- |
| Султан Кабус        | Королевской полиции Омана | Маскат Эс-СибГорода в Омане, в которых прошли матчи | Эс-Сиб              |
| Вместимость: 34 000 | Вместимость: 14 000       | Маскат Эс-СибГорода в Омане, в которых прошли матчи | Вместимость: 15 000 |
|                     |                           | Маскат Эс-СибГорода в Омане, в которых прошли матчи |                     |

## Финальный турнир

### Жеребьёвка и посев команд
Жеребьёвка финального турнира прошла 24 августа 2013 года в Маскате. 16 сборных, отобравшихся в финальный турнир, при жеребьёвке группового этапа были распределены на 4 корзины в соответствии с результатами, показанными на чемпионате АФК до 19 лет 2010 года.
| Корзина 1                                           | Корзина 2                              | Корзина 3                 | Корзина 4                |
| --------------------------------------------------- | -------------------------------------- | ------------------------- | ------------------------ |
| Оман (организатор) КНДР Австралия Саудовская Аравия | Республика Корея Япония Узбекистан ОАЭ | Китай Сирия Иран Иордания | Ирак Йемен Кувейт Мьянма |

Результаты жеребьёвки группового этапа:
| Группа A         | Группа B | Группа C  | Группа D          |
| ---------------- | -------- | --------- | ----------------- |
| Оман             | КНДР     | Япония    | Ирак              |
| Иордания         | ОАЭ      | Австралия | Саудовская Аравия |
| Республика Корея | Сирия    | Иран      | Узбекистан        |
| Мьянма           | Йемен    | Кувейт    | Китай             |

### Групповой этап
Время начала матчей указано местное (UTC+4).

#### Критерии классификации команд
Если две или более команды группы имеют равное количество очков по итогам группового турнира, их места определяются по следующим критериями:
1. Очки, набранные в матчах группового этапа между рассматриваемыми командами;
2. Разница забитых и пропущенных мячей в матчах группового этапа между рассматриваемыми командами;
3. Количество голов, забитых в матчах группового этапа между рассматриваемыми командами;
4. Общая разница забитых и пропущенных мячей в матчах группового этапа;
5. Общее количество голов, забитых в матчах группового этапа;
6. Серия послематчевых пенальти в случае сравнения двух команд и эти команды играют матч последнего тура между собой;
7. Очки фейр-плей;
8. Жеребьёвка организационным комитетом АФК.

#### Группа A
| Команда          | И | В | Н | П | МЗ | МП | РМ  | О | Квалификация     |
| ---------------- | - | - | - | - | -- | -- | --- | - | ---------------- |
| Иордания         | 3 | 2 | 1 | 0 | 8  | 2  | +6  | 7 | Выход в плей-офф |
| Республика Корея | 3 | 2 | 1 | 0 | 6  | 1  | +5  | 7 | Выход в плей-офф |
| Оман (Х)         | 3 | 1 | 0 | 2 | 4  | 3  | +1  | 3 |                  |
| Мьянма           | 3 | 0 | 0 | 3 | 1  | 13 | −12 | 0 |                  |

| Республика Корея | 1:1   | Иордания              |
| ---------------- | ----- | --------------------- |
| Лим Чхан У 43′   | Отчёт | Лим Чхан У 31′ (авт.) |

| Оман                                             | 4:0   | Мьянма |
| ------------------------------------------------ | ----- | ------ |
| Салех 28′ · Аль-Хасани 62′ · Аль-Хамами 73′, 78′ | Отчёт |        |

| Мьянма | 0:3   | Республика Корея                                     |
| ------ | ----- | ---------------------------------------------------- |
|        | Отчёт | Пэк Сон Дон 32′ · Юн Иль Лок 61′ · Мун Чхан Джин 78′ |

| Иордания    | 1:0   | Оман |
| ----------- | ----- | ---- |
| Квайдер 59′ | Отчёт |      |

| Оман | 0:2    | Республика Корея                  |
| ---- | ------ | --------------------------------- |
|      | Отчётt | Ким Ген Чжун 62′ · Юн Иль Лок 80′ |

| Иордания                                                       | 6:1    | Мьянма             |
| -------------------------------------------------------------- | ------ | ------------------ |
| Аль-Дардур 29′, 37′, 79′ · Заатара 53′ · Хадер 83′ · Самир 90′ | Report | Маунг Маунг Со 27′ |

### Плей-офф
Если после завершения 90 минут основного времени счёт в матче оставался ничейным, назначалось дополнительное время (два мини-тайма по 15 минут). Если и после завершения дополнительного времени счёт оставался ничейным, для определения победителя назначалась серия послематчевых пенальти, которая и позволяла определить победителя.

#### Сетка
|  | Четвертьфиналы     | Четвертьфиналы     |                    |                  | Полуфиналы      | Полуфиналы   |  |  | Финал              | Финал |
|  |                    |                    |                    |                  |                 |              |  |  |                    |       |
|  | 19 января — Маскат |                    |                    |                  |                 |              |  |  |                    |       |
|  |                    |                    |                    |                  |                 |              |  |  |                    |       |
|  | Иордания           | 1                  |                    |                  |                 |              |  |  |                    |       |
|  | Иордания           | 1                  | 23 января — Маскат |                  |                 |              |  |  |                    |       |
|  | ОАЭ                | 0                  |                    |                  |                 |              |  |  |                    |       |
|  | ОАЭ                | 0                  | Иордания           | 1                |                 |              |  |  |                    |       |
|  | 20 января — Маскат |                    | Иордания           | 1                |                 |              |  |  |                    |       |
|  |                    | Саудовская Аравия  | 3                  |                  |                 |              |  |  |                    |       |
|  | Австралия          | Саудовская Аравия  | 3                  | 1                |                 |              |  |  |                    |       |
|  | Австралия          |                    | 26 января — Эс-Сиб | 1                |                 |              |  |  |                    |       |
|  | Саудовская Аравия  | 2                  |                    |                  |                 |              |  |  |                    |       |
|  | Саудовская Аравия  | 2                  | Саудовская Аравия  | 0                |                 |              |  |  |                    |       |
|  | 19 января — Эс-Сиб |                    | Саудовская Аравия  | 0                |                 |              |  |  |                    |       |
|  |                    | Ирак               | 1                  |                  |                 |              |  |  |                    |       |
|  | Сирия              | Ирак               | 1                  | 1                |                 |              |  |  |                    |       |
|  | Сирия              | 23 января — Эс-Сиб |                    | 1                |                 |              |  |  |                    |       |
|  | Республика Корея   | 2                  |                    |                  |                 |              |  |  |                    |       |
|  | Республика Корея   | 2                  | Республика Корея   | 0                | Третье место    | Третье место |  |  |                    |       |
|  | 20 января — Эс-Сиб |                    | Республика Корея   | 0                | Третье место    | Третье место |  |  |                    |       |
|  |                    | Ирак               | 1                  |                  |                 |              |  |  |                    |       |
|  | Ирак               | Ирак               | 1                  | 1                | Иордания (пен.) | 0 (3)        |  |  |                    |       |
|  | Ирак               |                    |                    | 1                | Иордания (пен.) | 0 (3)        |  |  |                    |       |
|  | Япония             | 0                  |                    | Республика Корея | 0 (2)           |              |  |  |                    |       |
|  | Япония             | 0                  |                    |                  | 0 (2)           |              |  |  |                    |       |
|  |                    |                    |                    |                  |                 |              |  |  | 25 января — Эс-Сиб |       |
|  |                    |                    |                    |                  |                 |              |  |  |                    |       |

#### Четвертьфиналы
| Сирия          | 1:2   | Республика Корея                 |
| -------------- | ----- | -------------------------------- |
| Мардикян 90+5′ | Отчёт | Пэк Сон Дон 3′ · Хван Ый Джо 11′ |

| Иордания   | 1:0   | ОАЭ |
| ---------- | ----- | --- |
| Далдум 84′ | Отчёт |     |

| Австралия           | 1:2   | Саудовская Аравия         |
| ------------------- | ----- | ------------------------- |
| Скапетис 77′ (пен.) | Отчёт | Асири 58′ · Аль-Аммар 62′ |

| Ирак      | 1:0   | Япония |
| --------- | ----- | ------ |
| Калаф 84′ | Отчёт |        |

## Чемпион
| Чемпион АФК по футболу 2013 (до 22 лет) |
| Ирак Первый титул                       |